# Kanton Aspres-sur-Buëch
Der Kanton Aspres-sur-Buëch war bis 2015 ein französischer Wahlkreis im Arrondissement Gap, im Département Hautes-Alpes und in der Region Provence-Alpes-Côte d’Azur. Er umfasste acht Gemeinden, sein Hauptort (frz.: chef-lieu) war Aspres-sur-Buëch. Die landesweiten Änderungen in der Zusammensetzung der Kantone brachten im März 2015 seine Auflösung. Sein letzter Vertreter im conseil général des Départements war Jean-Luc Lombard.

## Gemeinden
| Gemeinde                  | Einwohner (Stand: 2022) | Code postal | Code Insee |
| ------------------------- | ----------------------- | ----------- | ---------- |
| Aspremont                 | 362                     | 05140       | 05008      |
| Aspres-sur-Buëch          | 802                     | 05140       | 05010      |
| La Beaume                 | 150                     | 05140       | 05019      |
| La Faurie                 | 298                     | 05140       | 05055      |
| La Haute-Beaume           | 7                       | 05140       | 05066      |
| Montbrand                 | 74                      | 05140       | 05080      |
| Saint-Julien-en-Beauchêne | 135                     | 05140       | 05146      |
| Saint-Pierre-d’Argençon   | 154                     | 05140       | 05154      |